# Unterwilflingen
Unterwilflingen ist ein Teilort der Gemeinde Unterschneidheim im Ostalbkreis in Baden-Württemberg.

## Geographie

### Lage
Sie liegt circa fünf Kilometer südöstlich des Hauptortes im Riedbachtal. Die rund 370 Einwohner des Dorfes (448 m ü. NN) bewohnen auch den etwas höher gelegenen Ortsteil Oberwilflingen (476 m ü. NN).

### Nachbarorte
Mit seiner 614 Hektar großen nahezu waldlosen Gemarkung, die als Wiesen- und Ackerland ausschließlich landwirtschaftlich genutzt wird, grenzt Unterwilflingen im Westen an den Teilort Zipplingen, im Norden an Geislingen und im Osten und Süden an die Landesgrenze zu Bayern.

## Geschichte
Bereits aus dem 14. oder frühen 13. Jahrhundert v. Chr. stammt das Depot von Oberwilflingen, das drei Beile der mitteleuropäischen Bronzezeit sowie vier Fragmente von Kupferbarren, sehr wahrscheinlich zyprischer Herkunft, enthielt.
Im Jahre 1153 wird der Ort als Wulvelingen erwähnt. Mit dieser Ersterwähnung kommen auch die Ortsadeligen Herebrant und Adebrecht von Wilflingen vor. Vermutlich waren diese öttingische Ministeriale, welche sich sonst nach anderen Orten nannten.
Am 1. Januar 1974 wurde die bis 1972 im Landkreis Aalen und anschließend im Ostalbkreis gelegene Gemeinde Unterwilflingen in die Gemeinde Unterschneidheim eingegliedert.